# Ruotolo Peak
Der Ruotolo Peak ist ein 2490 m hoher Berg im westantarktischen Marie-Byrd-Land. Unmittelbar westlich des California-Plateaus und des Watson Escarpment überragt er die Nordflanke des Griffith-Gletschers.
Der United States Geological Survey kartierte ihn anhand eigener Vermessungen und Luftaufnahmen der United States Navy aus den Jahren von 1960 bis 1964. Das Advisory Committee on Antarctic Names benannte ihn 1967 nach Lieutenant Commander Anthony P. Ruotolo, Pilot der Flugstaffel VX-6 bei der Operation Deep Freeze der Jahre 1966 und 1967.